# Na Kampě
Na Kampě je náměstí na Malé Straně v Praze, v severní části ostrova Kampa u Karlova mostu. Do náměstí vede z mostu novogotické schodiště od Josefa Krannera z roku 1844, ulice Hroznová a malá ulička nesoucí jméno kabaretiéra Jiřího Červeného, který měl na náměstí dům. 

## Budovy
- Velvyslanectví Estonské republiky – Na Kampě 1[2]
- Rezidence Dvořák, 4-hvězdičkový hotel – Na Kampě 3[3]
- restaurace Červená sedma – Na Kampě 5[4]
- hotel a restaurace U Zlatých nůžek – Na Kampě 6[5]
- hotel u Jezulátka – Na Kampě 10[6]